# ドミトリー・コズロフスキー
ドミトリー・エドゥアルドヴィチ・コズロフスキー（ロシア語: Дмитрий Эдуардович Козловский 、ロシア語ラテン翻字: Dmitrii Eduardovich Kozlovskii、1999年12月23日 - ）は、ロシアの男性フィギュアスケート選手（ペア）。ロシア サンクトペテルブルク出身。パートナーはアレクサンドラ・ボイコワ。2020欧州選手権優勝。 2020ロシア選手権優勝。

## 経歴

### 初期
2004年に4歳でスケートを習い始める。シングルスケーターとしてアレクセイ・ミーシンのチームでトレーニングを受けていたが、2015年の7月、ペアスケートの訓練を受ける為、タマラ・モスクビナのチームに参加する。
その年の11月、ペアに転向したばかりのボイコワとペアを結成する（ボイコワの前に一人別の女性と組んだが、こちらは短期間で解散した）。

### 2016-2017シーズン
結成からわずか10ヶ月後、国際大会のデビュー戦となるジュニアグランプリシリーズ モルドヴィア杯で銀メダルを獲得する。続くシリーズ第２戦、ブラエオン・シュベルター杯では4位となり、ファイナル行きの切符を手にする。12月にマルセイユで行われたファイナルでは パーソナルベストを更新して(総合159.72)銅メダルを獲得。同じく12月に行われたロシア国内選手権にはシニアとして出場し、6位に入った。さらに、2月に行われたロシアジュニア選手権では優勝。3月には、世界ジュニア選手権に出場し、1位のアレクサンドロフスカヤ・ウィンザー組（オーストラリア）に2.05点差で惜敗するも、銀メダルを獲得した。

### 2017-2018シーズン
JGPSラトビア大会では銀メダル、続くクロアチア大会では銅メダルを獲得し、ファイナルでは５位となる。
10月には初のシニア国際戦となるチャレンジャーシリーズ ミンスクアリーナアイススターに参戦し、パーソナルベストを更新して(総合191.58)優勝した。1ヶ月後、CS２戦目のワルシャワ杯では、銀メダルを獲得する。この年、ロシア選手権にはシニアとして参加し５位、ロシアジュニア選手権では４位となった。

### 2018-2019シーズン
CS2戦からシーズンのスタートを切り、ロンバルディア杯では2位、フィンランディア杯では３位。
10月末、スケートカナダでグランプリシリーズのデビューを果たす。この大会では パーソナルベストを更新して(総合196.54)4位。続く11月のフランス国際では銅メダルを獲得する。このシーズンのロシア選手権では、ショート・フリーともに3位で総合3位となった。1月、初参戦となった欧州選手権でパーソナルベストを更新し(総合205.28)、銅メダルを獲得する。

## 主な戦績
| 国際大会（シニア）   | 国際大会（シニア） | 国際大会（シニア） | 国際大会（シニア） | 国際大会（シニア） | 国際大会（シニア） | 国際大会（シニア） | 国際大会（シニア） | 国際大会（シニア） | 国際大会（シニア） |
| 大会/年              | 2016-17            | 2017-18            | 2018-19            | 2019-20            | 2020-21            | 2021-22            | 2022-23            | 2023-24            | 2024-25            |
| -------------------- | ------------------ | ------------------ | ------------------ | ------------------ | ------------------ | ------------------ | ------------------ | ------------------ | ------------------ |
| 世界選手権           |                    |                    | 6                  | 中止               | 3                  |                    |                    |                    |                    |
| 欧州選手権           |                    |                    | 3                  | 1                  |                    | 3                  |                    |                    |                    |
| GPファイナル         |                    |                    |                    | 4                  |                    | 中止               |                    |                    |                    |
| GPスケートアメリカ   |                    |                    |                    |                    |                    | 3                  |                    |                    |                    |
| GPロステレコム杯     |                    |                    |                    | 1                  | 1                  |                    |                    |                    |                    |
| GPフランス杯         |                    |                    | 3                  |                    |                    | 1                  |                    |                    |                    |
| GPスケートカナダ     |                    |                    | 4                  | 1                  |                    |                    |                    |                    |                    |
| CSフィンランディア杯 |                    |                    | 3                  | WD                 |                    | WD                 |                    |                    |                    |
| CSロンバルディア杯   |                    |                    | 2                  |                    |                    |                    |                    |                    |                    |
| CSワルシャワ杯       |                    | 2                  |                    |                    |                    |                    |                    |                    |                    |
| CSアイススター       |                    | 1                  |                    |                    |                    |                    |                    |                    |                    |
| 上海トロフィー       |                    |                    |                    | 2                  |                    |                    |                    |                    |                    |
| 国際大会（ジュニア） |                    |                    |                    |                    |                    |                    |                    |                    |                    |
| 世界Jr.選手権        | 2                  |                    |                    |                    |                    |                    |                    |                    |                    |
| JGPファイナル        | 3                  | 5                  |                    |                    |                    |                    |                    |                    |                    |
| JGPクロアチア杯      |                    | 3                  |                    |                    |                    |                    |                    |                    |                    |
| JGPリガ杯            |                    | 2                  |                    |                    |                    |                    |                    |                    |                    |
| JGP B･シュベルター杯 | 4                  |                    |                    |                    |                    |                    |                    |                    |                    |
| JGPモルドヴィア杯    | 2                  |                    |                    |                    |                    |                    |                    |                    |                    |
| 国内大会             |                    |                    |                    |                    |                    |                    |                    |                    |                    |
| ロシア選手権         | 6                  | 5                  | 3                  | 1                  | 2                  | 2                  | 1                  | 2                  | 2                  |
| ロシアJr. 選手権     | 1                  | 4                  |                    |                    |                    |                    |                    |                    |                    |

### 詳細
| 2019-2020 シーズン    |                                                  |         |          |          |
| 開催日                | 大会名                                           | SP      | FS       | 結果     |
| 2019年12月5日 - 8日   | 2019/2020 ISUグランプリファイナル（トリノ）      | 2 76.65 | 5 125.19 | 4 201.84 |
| 2019年11月15日 - 17日 | ISUグランプリシリーズ ロステレコム杯（モスクワ） | 1 80.14 | 1 149.34 | 1 229.48 |
| 2019年10月25日 - 27日 | ISUグランプリシリーズ スケートカナダ（ケロウナ） | 1 76.45 | 1 140.26 | 1 216.71 |

| 2018-2019 シーズン    |                                                          |         |          |          |
| 開催日                | 大会名                                                   | SP      | FS       | 結果     |
| 2019年3月20日 - 24日  | 2019年世界フィギュアスケート選手権（さいたま）           | 6 69.99 | 6 140.31 | 6 210.30 |
| 2019年1月21日 - 27日  | 2019年ヨーロッパフィギュアスケート選手権（ミンスク）     | 4 72.58 | 3 132.70 | 3 205.28 |
| 2018年12月19日 - 23日 | ロシアフィギュアスケート選手権（サランスク）             | 3 74.98 | 3 145.42 | 3 220.40 |
| 2018年11月23日 - 25日 | ISUグランプリシリーズ 2018年フランス国際（グルノーブル） | 1 68.83 | 3 121.01 | 3 189.84 |
| 2018年10月26日 - 28日 | ISUグランプリシリーズ 2018年スケートカナダ（ラヴァル）   | 4 64.57 | 2 131.97 | 4 196.54 |
| 2018年9月13日 - 16日  | CS 2018年フィンランディア杯（エスポー）                  | 2 67.81 | 3 120.73 | 3 188.54 |
| 2018年9月13日 - 16日  | CS CSロンバルディア杯（ベルガモ）                        | 3 65.21 | 1 126.78 | 2 191.99 |

## プログラム使用曲
| シーズン  | SP                                                     | FS                                                                             | EX |
| --------- | ------------------------------------------------------ | ------------------------------------------------------------------------------ | -- |
| 2019-2020 | マイ・ウェイ 作曲：クロード・フランソワ                | ライティングズ・オン・ザ・ウォール 作詞・作曲：サム・スミス 歌：Sofia Karlberg |    |
| 2018-2019 | 黒い瞳 演奏：Igor Bourco's Uralski Jazzmen             | バレエ音楽くるみ割り人形より 作曲：ピョートル・チャイコフスキー                |    |
| 2017-2018 | Sochi Sarabanda 作曲：アレクサンダー・ゴールドスタイン | バレエ音楽くるみ割り人形より 作曲：ピョートル・チャイコフスキー                |    |
| 2016-2017 | フラメンコ 曲：ディドゥラ                              | トリスタンとイゾルデ 作曲：リヒャルト・ワーグナー 編曲：マキシム・ロドリゲス   |    |